# Kabeleinführung
Kabeleinführungen dienen zur Ein- bzw. Durchführung von elektrischen Leitungen sowie Wellschläuchen und Pneumatikschläuchen in Schaltschränken, Verteilerkästen, Klemmenkästen, Maschinen oder auch innerhalb von Fahrzeugen, Flugzeugen und Schiffen.
Der Zweck ist das Erreichen einer Schutzart (Dichtheit, Berührungsschutz, Staubschutz), der Schutz des Kabels vor scharfen metallischen Kanten oder zusätzlich auch eine Zugentlastung der Leitungen.
Es gibt Kabeleinführungen für das Durchstecken von Leitungen ohne Stecker (zum Beispiel Gummi-Kabeldurchführungen als Ringe, Tüllen, gelochte oder geschlitzte Platten) und teilbare oder halboffene Systeme, durch die auch bereits vorkonfektionierte Leitungen bzw. Kabelbäume mit Steckern eingeführt werden können. Das sind zum Beispiel im Bereich einer Lochreihe geteilte Gummiplatten oder besenartige Barrieren gegen Schmutz und Fusseln.

## Kabeleinführungen für Leitungen ohne Stecker

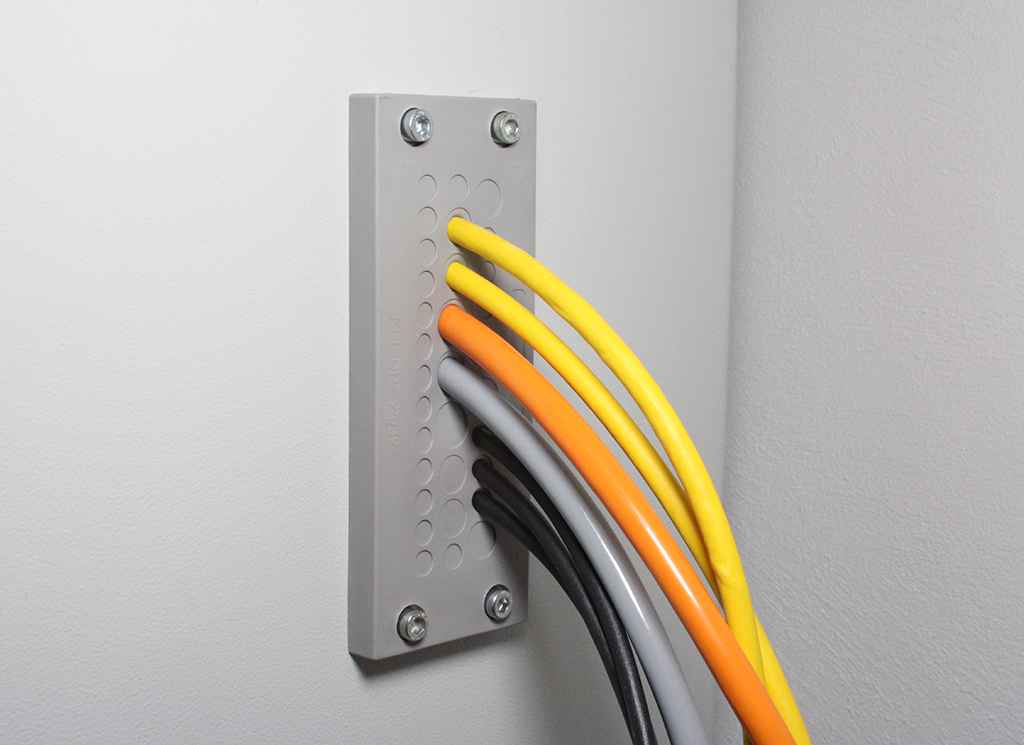
Kabeldurchführungsplatte für Leitungen ohne Stecker

Für die Einführung von nicht konfektionierten Kabeln und anderen Leitungen, zum Beispiel durch Maschinen-, Gehäuse- und Schaltschrankwände, können entweder Kabelverschraubungen, Würgenippel oder Kabeldurchführungsplatten eingesetzt werden. Ziel hierbei ist es, die für die Durchführung entstandenen Ausbrüche in der Wand möglichst gut abzudichten und somit das Innere eines Schaltschranks vor Schmutz, Staub oder Flüssigkeiten zu schützen.
Kabelverschraubungen und Würgenippel sind meist auf einzelne oder wenige Kabel ausgelegt; mit einer Kabeldurchführungsplatte hingegen können sehr viele einzelne Leitungen mit unterschiedlichen Durchmessern eingeführt werden. Je nach Modell können hier sehr hohe Packungsdichten oder Dichtigkeitswerte bis Schutzart IP66/IP67/IP68 erreicht werden, deren Grundlage die Prüfung nach DIN EN 60529:2000-09 (VDE 0470-1) ist.
Auch für Branchen mit hygienekritischen Umgebungen (z. B. Lebensmittelindustrie, Pharmaindustrie) sind Kabeldurchführungen als Alternativen zu hygienischen Kabelverschraubungen aus Edelstahl auf dem Markt erhältlich. Diese Kabeldurchführungen zeichnen sich durch eine besonders glatte Oberfläche ohne Schmutznischen (EHEDG-konformes Hygienic Design) sowie ein FDA-konformes Material aus.

## Teilbare Kabeleinführungsleisten für Leitungen mit Stecker

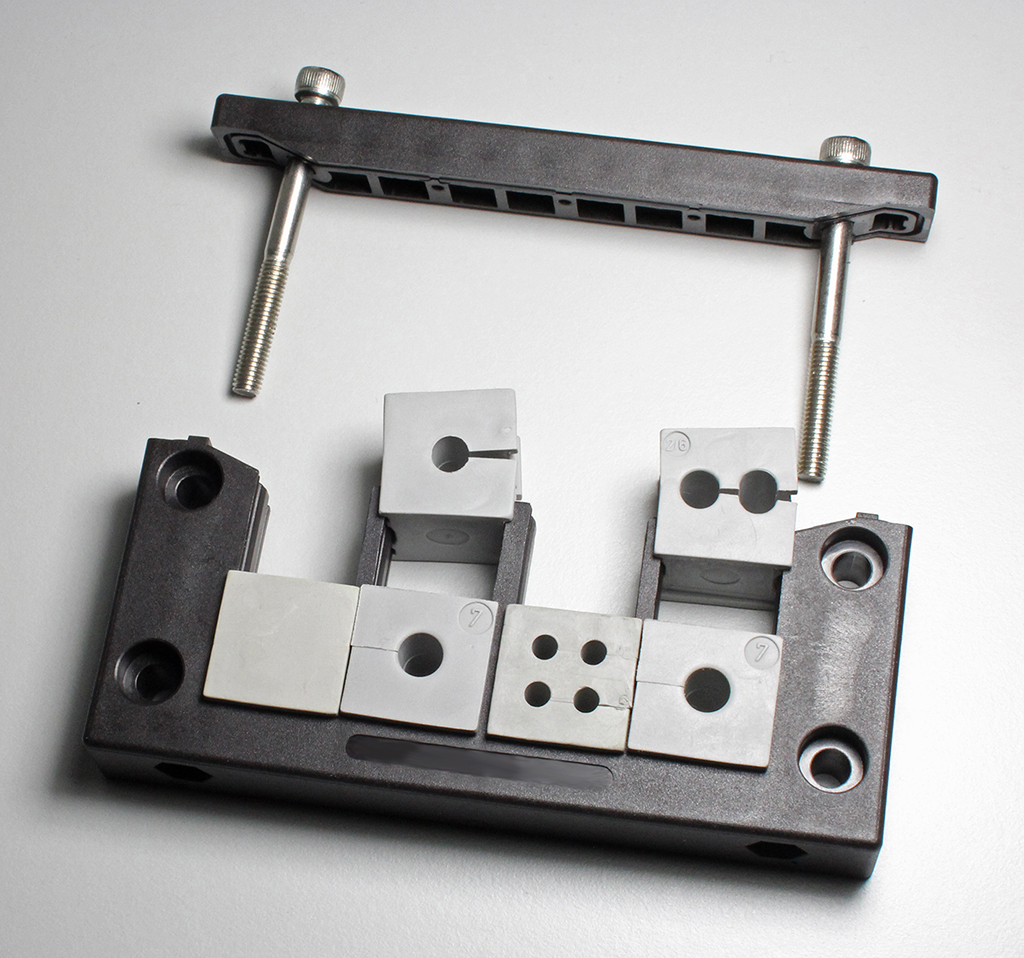
Geteilte Kabeleinführung für mehrere vorkonfektionierte Leitungen

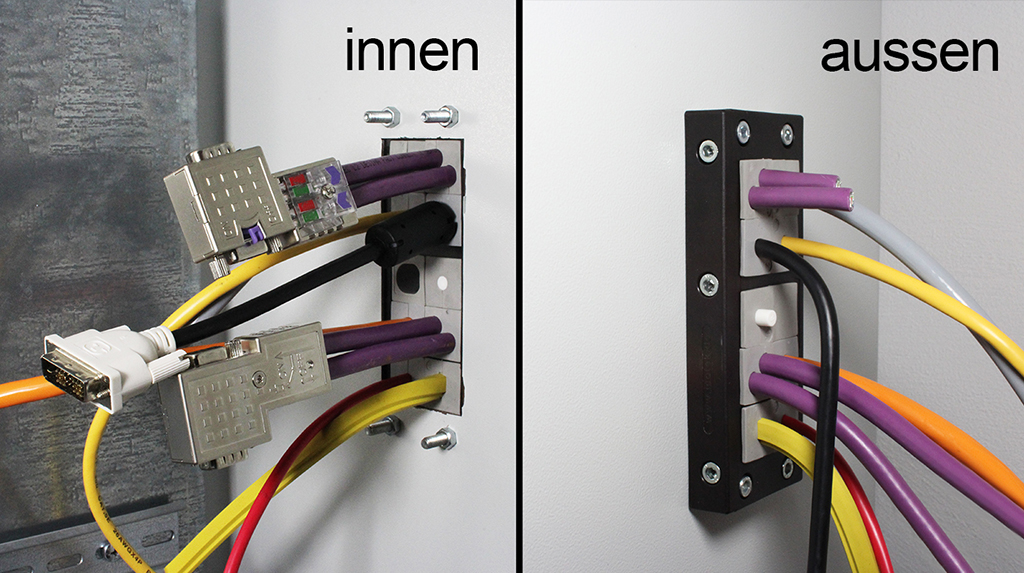
Montierte Kabeleinführungsleiste in einer Schaltschrankwand

Für die Einführung von Leitungen, an die bereits Steckverbinder installiert sind (konfektionierte Leitungen), wurden teilbare Kabeleinführungen entwickelt. Die Teilbarkeit dieser Systeme bringt zwei große Vorteile mit sich. Zum einen entfällt die Demontage und die erneute Konfektion des Steckverbinders an den Leitungen – womit die Herstellergarantie der Leitung erhalten bleibt –, zum anderen kann die Montage auch nachträglich erfolgen, da die Kabeleinführung um die bestehenden Leitungen herum montiert wird.
Diese geteilten Kabeleinführungssysteme bestehen in den meisten Fällen aus einem Hartrahmen aus Kunststoff und einem oder mehreren geschlitzten Dichtelementen, die meist aus Elastomer bestehen. Die Leitung wird von diesem Dichtelement fest umschlossen und im Hartrahmen fixiert. Dadurch kann je nach Modell eine Zugentlastung der Leitungen gemäß DIN EN 50262 (abgelöst durch DIN EN 62444) sowie Dichtigkeitswerte bis IP66 erreicht werden.

## Kabeleinführungen mit einteiligem Hartrahmen für Leitungen mit Stecker
Alternativ zu Kabeleinführungen mit teilbarem Rahmen wurden für die Einführung konfektionierter Leitungen oder Schläuche auch Systeme mit einteiligem Hartrahmen entwickelt. Bei diesen Einführungen lässt sich der Rahmen mit einsteckbaren Trennwänden in einfacher, T- oder Kreuzform in mehrere verschieden dimensionierte Durchlassöffnungen unterteilen. In diese lassen sich passende Dichtelemente einzeln eindrücken. Im Unterschied zu Kabeleinführungen mit teilbarem Rahmen, bei denen alle Dichtelemente zur Fixierung zusammengepresst werden, ermöglicht die Rahmenuntergliederung bei Änderungen der Verkabelung den Austausch einzelner Dichtelemente. Auch Trennwände können ohne Demontage des gesamten Rahmens neu angeordnet werden. Die seitlich geschlitzten Dichtelemente zur Ummantelung der Leiter oder Schläuche werden von der Gehäuseinnenseite in die Öffnungen des aufgeschraubten Rahmens gesteckt. Durch ihre konische Form wirken sie zur Außenseite zugentlastend und können zur Innenseite ohne hohen Kraftaufwand herausgedrückt werden. Um die Kabel gegen ungewolltes herausdrücken oder Manipulation zu schützen, kann innen optional ein Verriegelungsrahmen gesetzt werden. Zum Verschluss nichtgenutzter Rahmenöffnungen dienen Blindstopfen.
Derselbe Systemaufbau aus einteiligem Rahmen, steckbaren Unterteilungsstücken und geschlitzten Dichtelementen findet sich auch bei vorgefertigten großformatigen Flanschplatten, durch die sich eine besonders große Anzahl konfektionierter Leiter oder Schläuche einführen lassen. Die zunächst vollständig geschlossenen, nach IP66 gedichteten Flanschplatten werden fest auf der Gehäuseöffnung installiert. Anschließend können nach Bedarf Abdeckungssegmente mit Sollbruchstellen aus der Flanschplatte herausgenommen werden. Die ausgebrochenen Segmente geben den Zugang zu konfigurierbaren Rahmenöffnungen frei. Solche Flanschplatten ermöglichen bei Schaltschränken eine serienmäßige Vorbereitung späterer Kabeleinführungen, ohne dass bis zur abschließenden Verkabelung Staub oder Späne ins Innere der Gehäuse gelangen und an bereits eingebauten elektrischen Komponenten Schäden verursachen können.

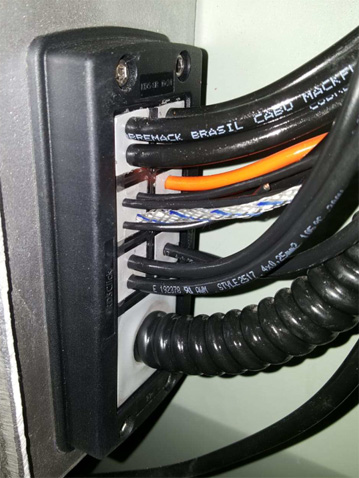
Kabeleinführung mit einteiligem Rahmen und steckbaren Trennwänden

## Kabeleinführungen für weniger hohe Schutzanforderungen
Muss das Innere eines Gehäuses oder einer Maschine lediglich gegen groben Schmutz und Staub geschützt werden, können Leitungen mit oder ohne Stecker auch durch Bürstenleisten eingeführt werden. Auch wird diese Art von Kabeldurchführungen häufig in der IT-Branche (z. B. Server-Schränke in Reinräumen) oder in Gebäude- und Bühnentechnik (z. B. Kabelverlegung in Doppelböden) eingesetzt. Kabeldurchführungen aus Moosgummi oder Schaumstoff sind eher nicht bei langlebigen Gütern zu finden.

## Baugrößen und Standards
Kabeleinführungen gibt es in verschiedenen Baugrößen. Gängige Größen sind solche, die sowohl vom erforderlichen Ausbruch als auch vom Bohrbild der Befestigungspunkte deckungsgleich mit denen schwerer Industriesteckverbinder (10-polig, 16-polig oder 24-polig) sind. Runde Kabeleinführungen entsprechen meist den Größen von metrischen Standardausbrüchen (M16–M63).
Da solche Systeme in den vielseitigsten Anwendungen zum Tragen kommen, ist die Erfüllung zahlreicher Normen sehr wichtig. Hierzu zählen zum Beispiel die Dichtigkeitsprüfung (IP-Klassifizierung) nach DIN EN 60529:2000-09, die UL-Zulassung, GL-Zulassung für den Schiffsbau,  oder auch diverse Zulassungen für den Einsatz in Schienenfahrzeugen.